# Евдокимов, Александр Иванович (полный кавалер ордена Славы)
Алекса́ндр Ива́нович Евдоки́мов (13 октября 1920, дер. Жекупино, Псковская губерния — 12 августа 1988, Кисловодск, Ставропольский край) — разведчик 497-й отдельной разведывательной роты 239-й стрелковой дивизии (67-я армия, 3-й Прибалтийский фронт), старший сержант.

## Биография
Александр Иванович Евдокимов родился в деревне Жекупино (ныне — в Новоржевском районе Псковской области). Окончил 5 классов школы. Работал на строительстве Волжско-Рыбинского канала.
В 1940 году Сандовским РВК Калининской области был призван в ряды Красной Армии. На фронтах Великой Отечественной войны с июля 1941 года. В первом бою под Великими Луками был ранен. После излечения попал на фронт в составе батальонной разведки. Был ранен в бою возле Мясного Бора. Всего за войну был 6 раз ранен и 1 раз контужен. Последнее ранение получил при штурме Берлина.
18 июля 1943 года он был награждён медалью «За оборону Ленинграда»
К началу 1944 года он служил в 497-й разведроте 239-й стрелковой дивизии. В ночь на 21 февраля 1944 года с группой разведчиков Евдокимов был направлен во вражеский тыл с заданием добыть языка. В районе деревни Сивково Новгородской области он в темноте увидел вражеского пулемётчика, набросился на него и оглушил. Группа вернулась в расположение своей части без потерь. Пленный сообщил ценную информацию, а Евдокимов был представлен к награде. 1 марта 1944 года Евдокимов был награждён орденом Славы 3-й степени.
В начале июня 1944 года Евдокимов с группой разведчиков возле Пскова уничтожили штаб полка противника, несколько блиндажей, захватили штабные документы, взяли в плен фельдфебеля-танкиста и на угнанном у противника танке вернулись в расположение своей части. При отходе группы Евдокимов был ранен. 7 июля 1944 года он был награждён орденом Славы 2-й степени.
В ночь на 24 июня Евдокимов в составе группы разведчиков проник в расположение штаба противника, захватил ценные документы из штаба и разведал систему огня противника. 10 августа 1944 года он повторно был награждён орденом Славы 2-й степени. Указом Президиума Верховного Совета СССР от 27 февраля 1958 год он был перенаграждён орденом Славы 1-й степени.
В ночь с 21 на 22 июля 1944 года Евдокимов, прочёсывая лес, обнаружил на одной из просёлочных дорог обоз противника. Разведчики обстреляли обоз, убили 3-х солдат противника и захватили одну подводу с имуществом и документами. Группа вернулась в расположение части без потерь. Евдокимов был представлен к медали «За отвагу». 8 августа 1944 года он был награждён орденом Красной Звезды.
Евдокимов воевал до Победы, но при штурме Берлина был тяжело ранен. Был направлен на лечение в госпиталь в Кисловодске и после лечения остался там жить после демобилизации. Работал там в ПМК № 428 треста «Карачайчеркессельхозстрой», затем плотником в СМУ № 8.
Скончался 5 марта 1979 года.